# 野中信吾
野中 信吾（のなか しんご、1983年9月24日 - ）は、佐賀県神埼市出身の元プロ野球選手（外野手、内野手）。右投両打。

## 経歴

### プロ入り前
佐賀県神埼市出身。2001年に第73回選抜（2回戦敗退）・第83回全国選手権（3回戦敗退）と春夏連続出場。遊撃での高い守備力とセンスと脚力、高校通算19本の本塁打を放った思い切りのいい打撃を評価されプロのスカウトの注目を浴びることになる。2001年度ドラフト会議にて日本ハムファイターズから5巡目指名を受けて入団。このとき横浜も野中を指名予定であったが、直前で攫われたことから、当時の監督の森祇晶に「ドラフト失敗」とまで言わしめた。

### 日本ハム時代
2002年にルーキーながらも終盤に一軍へ昇格し、9月23日の対ロッテ戦で、代走としてプロ初出場を果たす。10月5日の対近鉄戦で、プロ初安打を記録。
2003年は一軍出場はなく、同年オフに横山道哉との交換トレードで横浜ベイスターズへ移籍。このトレードは、2001年当時横浜のスカウトを務め、野中を追いかけていた岩井隆之が2004年から二軍監督に就任するにあたり、どうしても諦めきれずに日本ハムに譲渡を申し入れたものである。また、岩井の進言によって一時左打ち転向となり、さらには一軍ヘッド兼打撃コーチの松原誠の進言でスイッチヒッターに転向する。

### 横浜時代

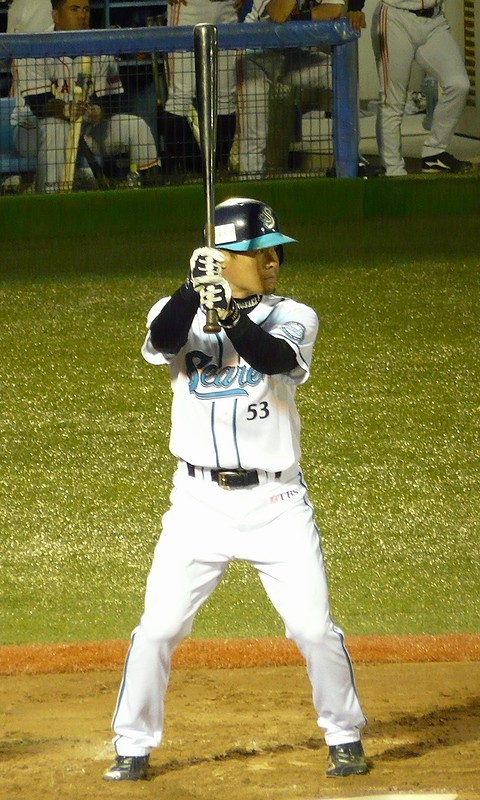
横浜時代（2009年8月25日、横須賀スタジアムにて）

2004年、イースタン・リーグの盗塁王（32盗塁）を獲得。一軍でも代走で7試合に出場し3盗塁を記録（打席機会なし）。
2005年は代走要員として一軍に定着し、30試合に出場。4月29日の対中日戦で移籍後初打席に立ち、右中間を破るタイムリー三塁打を放った。
2006年はイースタン・リーグで2度目の盗塁王（26盗塁）を獲得するが、一軍では2試合の代走出場のみに終わった。
2007年に監督就任した大矢明彦の勧めで、交流戦途中にスイッチヒッターから右打ちに戻した。シーズン前半は主に代走・守備固めで活躍。後半からはスタメン起用が大幅に増え、自己最多の79試合に出場しチームトップの15盗塁を記録した。また、7月25日に読売ジャイアンツの林昌範からプロ初本塁打を放ち、7月28日には3安打1盗塁2得点の活躍でヒーローインタビューを経験、出塁率は3割を超えるなど打力でもアピールした。二塁手24試合、遊撃手32試合を守ってどちらのポジションでも安定した守備を見せ、出場機会を増やすため外野手も1試合守った。
2008年は打撃成績などが思うように伸びず、ほとんどの成績で前年を下回る結果となった。
2009年は僅か7試合の出場で、盗塁出来ずに盗塁失敗は2回。
2010年は36試合に出場し7盗塁を記録するも打席に立つ機会は少なく、2年連続で無安打だった。11月11日に一輝との交換トレードで桑原謙太朗と共にオリックス・バファローズへ移籍。背番号は横浜時代と同じ53に決まった。

### オリックス時代
2011年は監督の岡田彰布の進言で、再びスイッチヒッターに転向。代走要員として開幕一軍入りを果たす。しかし、4月16日の対楽天戦で、同点の二塁走者として代走で出場するも、坂口智隆の安打で打球判断を誤って三塁に止まり、結局後続の凡退で同点に追いつけず試合に敗れた。5月22日に登録抹消されて以降は、後藤光尊や大引啓次ら内野陣が安定し始めたのもあり、一軍に昇格する事なくシーズンを終えた。12試合の出場に留まり、打撃も3打席で1犠打・2三振で3年連続無安打だった。
2012年は外野手として登録され、前年同様に代走要員として開幕一軍入りを果たす。5月17日の対読売ジャイアンツ戦で坂口智隆が戦線離脱したのを受け、5月19日の対東京ヤクルトスワローズ戦で、横浜時代の2010年4月23日の対ヤクルト戦以来、移籍後初のスタメン出場を果たすと、第2打席で内野安打を放ち2008年9月5日以来1352日ぶりの安打を記録した。1点を追う9回表の第4打席でも安打を放ち、2007年9月2日以来1721日ぶりのマルチ安打を記録し、その後の逆転劇で結果的にチームの連敗を6で阻止する契機となり、1、2番打者として出場する機会が増えていき、5月25日の対広島東洋カープ戦では自己最多の1試合3盗塁をマークし、5月27日のDeNA戦では5年ぶりの三塁打も放っている。その後は74試合に出場してチーム最多の12盗塁をマークした。
2013年は坂口の復帰や糸井嘉男の加入もあり、一転して僅か6試合の出場に留まった。10月7日に球団から戦力外通告を受ける。

### 引退後
引退後はトレーナーの養成専門学校に通いつつ仁志ベースボールアカデミーの講師として活動。2016年から地元・神埼市の教育委員会の学校体育補助員に就任した。

## 選手としての特徴・人物
俊足好守の内野手・外野手。プロ入り後はトップクラスの俊足と二塁・遊撃・外野をこなす守備力を活かして主に代走・守備固めのスペシャリストとして活躍した。打撃に課題を持つが、学生時代からバントが得意であった。
内野守備では仁志敏久を参考にしている。2007年からは彼と同僚となり、試合で二遊間を組むこともあった。

## 詳細情報

### 年度別打撃成績
| 年 度      | 球 団      | 試 合 | 打 席 | 打 数 | 得 点 | 安 打 | 二 塁 打 | 三 塁 打 | 本 塁 打 | 塁 打 | 打 点 | 盗 塁 | 盗 塁 死 | 犠 打 | 犠 飛 | 四 球 | 敬 遠 | 死 球 | 三 振 | 併 殺 打 | 打 率 | 出 塁 率 | 長 打 率 | O P S |
| ---------- | ---------- | ----- | ----- | ----- | ----- | ----- | -------- | -------- | -------- | ----- | ----- | ----- | -------- | ----- | ----- | ----- | ----- | ----- | ----- | -------- | ----- | -------- | -------- | ----- |
| 2002       | 日本ハム   | 5     | 6     | 5     | 0     | 1     | 1        | 0        | 0        | 2     | 0     | 0     | 0        | 1     | 0     | 0     | 0     | 0     | 3     | 0        | .200  | .200     | .400     | .600  |
| 2004       | 横浜       | 7     | 0     | 0     | 3     | 0     | 0        | 0        | 0        | 0     | 0     | 3     | 0        | 0     | 0     | 0     | 0     | 0     | 0     | 0        | ----  | ----     | ----     | ----  |
| 2005       | 横浜       | 30    | 7     | 6     | 8     | 1     | 0        | 1        | 0        | 3     | 1     | 1     | 1        | 1     | 0     | 0     | 0     | 0     | 2     | 0        | .167  | .167     | .500     | .667  |
| 2006       | 横浜       | 2     | 0     | 0     | 0     | 0     | 0        | 0        | 0        | 0     | 0     | 1     | 0        | 0     | 0     | 0     | 0     | 0     | 0     | 0        | ----  | ----     | ----     | ----  |
| 2007       | 横浜       | 79    | 140   | 115   | 22    | 29    | 5        | 1        | 1        | 39    | 8     | 15    | 7        | 12    | 0     | 10    | 0     | 3     | 25    | 2        | .252  | .328     | .339     | .667  |
| 2008       | 横浜       | 54    | 57    | 56    | 5     | 10    | 2        | 0        | 1        | 15    | 1     | 6     | 3        | 1     | 0     | 0     | 0     | 0     | 6     | 2        | .179  | .179     | .268     | .446  |
| 2009       | 横浜       | 7     | 1     | 1     | 2     | 0     | 0        | 0        | 0        | 0     | 0     | 0     | 2        | 0     | 0     | 0     | 0     | 0     | 0     | 0        | .000  | .000     | .000     | .000  |
| 2010       | 横浜       | 36    | 7     | 5     | 7     | 0     | 0        | 0        | 0        | 0     | 0     | 7     | 2        | 0     | 0     | 2     | 0     | 0     | 1     | 0        | .000  | .286     | .000     | .286  |
| 2011       | オリックス | 12    | 3     | 2     | 2     | 0     | 0        | 0        | 0        | 0     | 0     | 2     | 1        | 1     | 0     | 0     | 0     | 0     | 2     | 0        | .000  | .000     | .000     | .000  |
| 2012       | オリックス | 74    | 149   | 120   | 22    | 26    | 3        | 2        | 0        | 33    | 7     | 12    | 6        | 16    | 0     | 11    | 0     | 2     | 20    | 2        | .217  | .293     | .275     | .568  |
| 2013       | オリックス | 6     | 2     | 2     | 0     | 0     | 0        | 0        | 0        | 0     | 0     | 0     | 2        | 0     | 0     | 0     | 0     | 0     | 0     | 0        | .000  | .000     | .000     | .000  |
| 通算：11年 | 通算：11年 | 312   | 372   | 312   | 71    | 67    | 11       | 4        | 2        | 92    | 17    | 47    | 24       | 32    | 0     | 23    | 0     | 5     | 59    | 6        | .215  | .279     | .295     | .574  |

### 記録
- 初出場：2002年9月23日、対千葉ロッテマリーンズ23回戦（東京ドーム）、12回裏に小笠原道大の代走として出場
- 初打席：2002年10月2日、対千葉ロッテマリーンズ25回戦（千葉マリンスタジアム）、8回表に藤田宗一の前に三振
- 初安打：2002年10月5日、対大阪近鉄バファローズ28回戦（東京ドーム）、8回裏に阿久根鋼吉の代打で出場、山本省吾から左翼線二塁打
- 初盗塁：2004年8月8日、対ヤクルトスワローズ20回戦（横浜スタジアム）、9回裏に二盗（投手：五十嵐亮太、捕手：古田敦也）
- 初打点：2005年4月29日、対中日ドラゴンズ4回戦（横浜スタジアム）、9回裏に遠藤政隆から右中間へ適時三塁打
- 初先発出場：2005年5月8日、対千葉ロッテマリーンズ3回戦（横浜スタジアム）、2番・中堅手として先発出場
- 初本塁打：2007年7月25日、対読売ジャイアンツ13回戦（東京ドーム）、9回表に林昌範から左越2ラン

### 背番号
- 61 （2002年 - 2003年）
- 53 （2004年 - 2013年）